# Nancy Rothwell
Dame Nancy Jane Rothwell DBE DL FRS FMedSci (n. 2 octombrie 1955, Tarleton⁠(d), West Lancashire, Anglia, Regatul Unit) este un fiziolog britanic, președinte și vice-cancelar al Universității din Manchester din iulie 2010, fiind vicepreședinte și vice-cancelar adjunct din ianuarie 2010. Rothwell este, de asemenea, director al companiei farmaceutice AstraZeneca,  co-președinte al Consiliului pentru Știință și Tehnologie și a fost președinte Royal Society of Biologyal. Este locotenent adjunct al Greater Manchester.

## Educație
Rothwell s-a născut în Tarleton, un sat de lângă Preston, Lancashire. Urmeaza cursurile la Penwortham Girls 'Grammar School și apoi a mers la facultate, unde a luat patru A-levels (echivalentul Bacalaureatului) în matematică, fizică, chimie și artă. A absolvit la Universitatea din Londra și a obținut o diplomă de primă clasă (gradul I) în fiziologie (1976) și un doctorat în filozofie (1979) la Queen Elizabeth College. Mai târziu, Rothwell a fost distinsa cu un Doctorat în Știință în 1987 de King’s College London și un doctorat onorific în Drept de la Universitatea din Bath în 2009.

## Cariera și cercetarea
Cercetările timpurii ale lui Rothwell au identificat mecanisme de reglare a echilibrului energetic, obezitate și cachexia. În 1984, a fost distinsă cu Royal Society Research Research Fellowship și s-a mutat in Manchester în 1987.  A fost numită în catedra de fiziologie în 1994, apoi la catedra de cercetare a Consiliului de Cercetări Medicale în 1998. Cercetările sale actuale se concentrează asupra rolului inflamației în bolile creierului și au identificat rolul interitucinei citokine -1 (IL-1) în diverse forme de leziuni cerebrale. Studiile ei au început să elucideze mecanismele care reglementează eliberarea IL-1 și acțiunea sa și grupul ei au efectuat primul studiu clinic timpuriu al unui inhibitor IL-1 în accidente vasculare cerebrale. Ea a ocupat funcția de președinte al Asociației Britanice de Neuroștiință și membru al consiliului Consiliului Medical Research (MRC).
Din octombrie 2004, Rothwell a ocupat funcția de vicepreședinte pentru cercetarea in cadrul Universității. În 2010, ea supraveghea un grup de cercetatori format din aproximativ 20 de oameni de știință, cu finanțare externă și a fost anunțat ca il va succede pe Alan Gilbert în funcția de președinte și vice-cancelar al Universității din Manchester din data de 1 iulie 2010. Este un administrator al Cancer Research UK, Campania pentru Progresul Medical, membru al consiliului BBSRC, președinte al Societății de Apărare a Cercetării și al Comitetului de strategie publică al Wellcome Trust și director neexecutiv al AstraZeneca. În 1998 a susținut prelegerea de Crăciun a Instituției Regale despre „Secretele vieții” ("The Secrets of Life"), televizată de BBC.
În ianuarie 2010, Rothwell a fost numit vicepreședinte și vicecancelar adjunct. Până când Alan Gilbert s-a retras, a fost președinte interimar, din cauza concediului medical al acestuia. La 21 iunie 2010, a fost numită președinte și vice-cancelar al Universității din Manchester. Și-a asumat postul la 1 iulie 2010, urmându-i lui Alan Gilbert, care se retrase după aproape șase ani. A devenit prima femeie care a condus Universitatea din Manchester. Cuvintele ei la numirea în funcție: „Sunt onorată și încântată să fiu invitată să conduc Universitatea în acest moment emoționant. Sunt hotărâtă să mențin accentul strategic pe care l-am dezvoltat în ultimii șase ani și să colaborăm îndeaproape cu colegii pentru a identifica noi priorități și oportunități pentru Universitate într-un mediu extern extrem de provocator cu care ne vom confrunta în următorii câțiva ani.”

### Premii și onoruri
În februarie 2013 a fost evaluată ca a 15-a cea mai puternică femeie din Regatul Unit de către Woman's Hour de la BBC Radio 4. În mai 2013, a fost subiectul revistei BBC Life 4 - The Life Scientific și a fost intervievat despre viața și cariera sa de Jim Al-Khalili. Rothwell a fost numit Dame - Comandant al Ordinului Imperiului Britanic (DBE) din 2005, Fellow of the Royal Society (FRS) în 2004, Fellow al Royal Society of Biology (FRSB) și Fellow a Academiei de Științe Medicale (FMedSci). În 2003 a câștigat prestigiosul Royal Society Pfizer Award.
Este membru onorific al Societății Britanice pentru Imunologie și membru de onoare al Somerville College, Oxford. Este membru al Societății Fiziologice din 1982 și a primit premiul de revizuirea anuala al Societății Fiziologice în 1998.